# Els cavallers (obra de teatre)
Els cavallers (en grec antic: Ἱππεῖς) és una obra satírica d'Aristòfanes escrita en el 424 aC, consistent en una crítica desenfrenada a Cleó, un dels homes més poderosos de l'antiga Atenes.

## Contingut
Una vegada, Cleó havia acusat Aristòfanes d'«avergonyir la ciutat davant d'estrangers» com a resposta a la representació d'una de les seves comèdies (l'obra perduda Els babilonis) en les Dionisíes, a les quals assistien estrangers. Aristòfanes no va perdonar-lo mai, i hi va escriure Els cavallers com a resposta.
La premissa bàsica de l'obra és que hi ha un home anomenat Demos (en grec, 'ciutadania') que no és gaire llest. Els seus esclaus, Nícies i Demòstenes (dos dels generals atenesos més importants de la Guerra del Peloponès), estan enfadats per la forma en la qual el cambrer de Demos, el paflagoni (és a dir, Cleó), ha estat tractant Demos i els altres esclaus. Descobreixen que la manera d'apartar el paflagoni del poder és reemplaçar-lo per un venedor de botifarrons.
Els dos esclaus troben el venedor i li expliquen el seu pla, i aquest es mostra més que disposat a ajudar-los.
L'obra degenera, llavors, amb el venedor de botifarrons amenaçant fer totes les coses terribles que el paflagoni va fer a Demos, i més. Ambdós intercanvien insults, i intenten superar-se l'un a l'altre en idiotesa i grolleria. Al final, Demos decideix que prendrà el venedor de botifarres com a nou cambrer.
El venedor de botifarrons resulta no ser un tirà cruel, i havia dit tals coses només per ser triat; li porta a Demos una Treva (personificada per una bella donzella). El càstig del paflagoni és prendre l'antic treball del venedor de botifarrons: «ha de vendre botifarrons de carn de ruc i gos: perpètuament embriac, intercanviarà obscenitats amb prostitutes i no beurà més que l'aigua bruta dels banys».
A més de la crítica a Cleó, aquesta obra és notable pel seu retrat poc favorable del poble com a ximple, fàcil d'enganyar i inconstant. Al final, no obstant això, mostra una conclusió il·luminadora amb Demos rejovenit, cosa que representa la volta d'Atenes a la seva edat daurada, malgrat tota la corrupció i intriga en l'Àtica durant la Guerra del Peloponès.